# Eric Kabongo
Eric Kabongo Ilunga (Kinshasa, 21 mei 1984), ook bekend als Krazy-E, is een Congolees-Belgisch acteur en rapper. Speelt in meerdere films en heeft hierdoor een succesvolle carrière. 

## Levensloop
Op 12-jarige leeftijd - in 1997 - verhuisde hij van Zaïre naar Waregem in België.
In 2016 speelde hij de hoofdrol (Diallo Makabouri) in de Duitse film Willkommen bei den Hartmanns. Eerder was hij te zien in de documentaire What About Eric? van Lennart Stuyck en Ruben Vermeersch uit 2014 en in Black (2015) van Adil El Arbi en Bilall Fallah. Daarnaast is hij actief als Sacha in D5R op Ketnet.

## Discografie
- Black on Black
- What about Eric? (ep)
- Sometimes
- Why Try
- Bigger Than Us
- Trop Parler Peut Tuer

## Filmografie
- What about Eric? (2014)
- Black (2015)
- Willkommen bei den Hartmanns (2016)
- Leopoldpark (2018)[6]
- Yummy (2019) Verpleger